# Mülbe (Adelsgeschlecht)

Wappen derer von der Mülbe

Von der Mülbe ist der Name eines deutschen Adelsgeschlechts aus dem westpreußischen Uradel.

## Herkunft und Geschichte
Das Geschlecht von der Mülbe stammt aus der ehemaligen preußischen Provinz Westpreußen. Es ist eines Stammes und Wappens mit den erloschenen Konopat und den Heselecht und erscheint erstmals urkundlich am 5. März 1285 mit Peter von Heselecht. Die Stammreihe beginnt 1376 mit Nicolaus von der Milbe, erbgesessen auf Mylwe bei Neuenburg in Westpreußen. Die Familie kam später nach Mecklenburg, wo sie Fideikommissherren auf Boddin wurde. Nichtbegüterte Geschlechtsangehörige dienten meistens in der preußischen Armee, wo sie mehrfach Generalsränge bekleideten.

## Wappen
In Gold eine rote Zinnenmauer; auf dem Helm mit rot-goldenen Decken ein schwarzer Adlerflügel.

## Bekannte Familienmitglieder
- Christoph Ludwig von der Mülbe (1709–1780), preußischer Generalmajor
- Hans Christoph Ludwig von der Mülbe (1768–1811), preußischer Generalmajor
- Otto von der Mülbe (General, 1801) (1801–1891), preußischer General der Infanterie
- Otto von der Mülbe (General, 1829) (1829–1916), preußischer Generalleutnant
- Gustav von der Mülbe (1831–1917), preußischer Generalleutnant
- Wilhelm von der Mülbe (1834–1909), preußischer Generalmajor
- Franz von der Mülbe (1840–1915), preußischer General der Infanterie, Militärschriftsreller[5][6]
- Wolf-Heinrich von der Mülbe (1879–1965), Schriftsteller